# Dunzhin
A Warrior of Ras: Volume I - Dunzhin egy fantasy videójáték amit a Med Systems Software fejlesztett. A játék 1982-ben jelent meg TRS-80-ra.

## Cselekmény
A játékban a dungeon-ok minden egyes alkalommal véletlenszerűen generáltak. A játékos szörny és emberi ellenfelekbe ütközhet, tapasztalati pontokat a játékos és az ellenfelelének statisztikájának különbségei szerint osztja a játék. A játék fő feladata, hogy a játékos visszaszerezzen egy kincset ami a pálya legmélyebb szintjén található és különösen erős szörnyek védelmezik.

## Fogadtatás
A játékot a Dragon 71. számában tesztelte John Warren. A tesztelő megjegyezte, hogy a játék ugyan a korabeli játékokhoz képest bonyolultabb parancsokat is képes felismerni, azonban a további gépelés lelassítja a játékot.

## Fordítás
- Ez a szócikk részben vagy egészben a Dunzhin című angol Wikipédia-szócikk fordításán alapul.  Az eredeti cikk szerkesztőit annak laptörténete sorolja fel. Ez a jelzés csupán a megfogalmazás eredetét és a szerzői jogokat jelzi, nem szolgál a cikkben szereplő információk forrásmegjelöléseként.